# 卡斯爾敦 (曼島)
卡斯爾敦（英語：Castletown）是曼島上的一個小鎮，位於曼島南部。在1869年之前，卡斯爾敦是曼島的首府。拉申城堡是卡斯爾敦的中心。

## 外部連結
- Castletown.org.im （页面存档备份，存于）
- Castletown - Isle of Man Guide （页面存档备份，存于）
- Constituency maps and general election results